# Genetisk drift
Genetisk drift (drivning) er de ændringer af den genetiske variation i en population (i mennesker en befolkning), der sker over tid, som følge af tilfældighed. Tilfældigheder optræder, eftersom alle populationer er af endelige størrelse. 
I en diploid art har hvert individ to kopier af hvert gen. Der er to kilder til tilfældighed: 
- Tilfældighed som følge af udspaltning i meiosen. Det er tilfældigt, hvilket af de to gener i forælderen, som gives videre til afkommet.
- Tilfældighed som følge af variation i, hvor meget enkelte individer reproducerer sig.

Genetisk drift har en tendens til at formindske den genetiske variation. Den har dog meget lille  effekt i en stor population, men effekten er større jo mindre populationen er. Effekten påvirkes også af, hvor udbredt de enkelte alleler er i populationen.

## Genetisk drift i store og små populationer
I store populationer spiller tilfældighed kun en lille rolle, så i en stor population vil forekomsten af forskellige genetiske former kun svinge lidt fra generation til generation. Resultatet af mange ”den ene eller den anden” lodtrækninger (”plat eller krone”) vil jævne sig ud og gennemsnitligt ikke ændre udbredelse eller den samlede genetiske variation for populationen ret meget. Tabet af genetisk variation er beskedent.
Mange nytilkomne varianter, f.eks. ved spontan mutation overlever ikke lodtrækningen og går hurtigt tabt. De, der overlever, kan så evt. fremmes eller hæmmes af den naturlige selektion.     
Når genetiske varianter er sjældnere, er der en vis sandsynlighed for, at de helt forsvinder ud af populationen. Herved går genetiske varianter tabt.
I små population er varierer forekomsten af enkelte alleler (allelfrekvensen) mere fra generation som følge af tilfældighed (ligesom resultatet af få kast ”plat/krone”, mens mange kast vil fordele sig ligeligt). Nogle varianter kan gå tabt. Andre rammer 100% og findes så hos alle (de ”fikseres”). Variationen mindsker derfor relativt hurtigere i små populationer (over færre generationer). Det kan blive problematisk, også risiko for indavl forøges.

En meget lille population vil ultimativt kunne gå til grunde, (endnu kraftigere udsving). Variationen mindskes hurtigt. Tabet af genetisk variation fører i sidste ende til indavl, som giver årsag til indavlsdepression. 
Diagrammet th. viser: Ti simulerede forløb af tilfældig genetisk drift, for en given variant, med start udbredelse i halvdelen af population en. Beregnet over 50 generationer for tre forskellige populationsstørrelser. I disse simulationer driver varianten kun helt bort eller til fiksering (udbredelse 0 eller 1) i den mindste gruppe (population).

## Den effektive populationsstørrelse
Den populationsstørrelse, som er afgørende for, hvor stærk effekten af genetisk drift er, er ikke det faktiske antal individer i populationen. Nogle populationer kan være meget store, men kun få af individerne reproducerer sig. Den populationsstørrelse, som påvirker størrelsen af den genetiske drift, betegnes den effektive populationsstørrelse.

### Ideel population
For at vurdere styrken af driften sættes den i forhold til størrelsen af en standardiseret population (eller ideel population), som har samme mængde drift, som den aktuelle population. Den ideelle population består af diploid individer, som er tvekønnede, og som samtidig kan fungere som far og mor. Den ideelle population har lige mange hanner og hunner, tilfældig parring og ingen selektion. Begrebet "ideel" skal i denne sammenhæng ikke forstås som tilstræbelsesværdig - bare som i overensstemmelse med visse ideer.
En række forhold gør, at den effektive populationsstørrelse Ne kan afvige fra en populations faktiske populationsstørrelse N.

### Fluktuation over tid
Hvis populationsstørrelsen skifter over tid, så domineres den effektive populationsstørrelse af de mindste størrelser. Sammenhængen er, at:
{\displaystyle {\frac {1}{N_{e}}}={\frac {1}{n}}\sum _{t=1}^{n}{\frac {1}{N_{t}}}},
hvor Nt er populationsstørrelsen til tiden t. Hvis der er variation i populationsstørrelsen over tid, så vil Ne < N.
En population, som midlertidigt har en meget lille effektiv populationsstørrelse (f.eks. efter en katastrofe eller en epidemi), siges at have været gennem en flaskehals (bottleneck). Selv en kortvarig flaskehals kan have en dramatisk effekt på den genetiske variation.
Mange populationer er grundlagt af meget få individer - f.eks. i forbindelse med kolonisation af et nyt område. Den effektive populationsstørrelse for denne generation bliver ofte meget lille. Dette betegnes en foundereffekt.

### Forskellig reproduktionssucces
Hvis forældre udvælges tilfældigt, så vil variansen V i antal afkom i en diploid art være 2. Hvis nogle individer reproducerer sig mere i gennemsnit end andre, så vil variansen blive større end 2. Den effektive populationsstørrelse, når variansen er V, vil omtrent være:
{\displaystyle N_{e}={\frac {4N}{V+2}}}.
Hvis der sker selektion, så vil V være større end to, og Ne < N. Omvendt kan det i populationer med kontrolleret reproduktion ske (f.eks. i zoologiske haver), at V < 2. I dette tilfælde har vi, at Ne > N.

### Forskelligt mange Hanner og Hunner
Hvis der er forskel på, hvor mange hanner og hunner, der formerer sig, så gælder det omtrent, at:
{\displaystyle N_{e}={\frac {4N_{s}N_{d}}{N_{s}+N_{d}}}},
hvor Ns er antallet af hanner, som formerer sig, mens Nd er antallet af hunner, som formerer sig.
En konsekvens heraf er, at den effektive populations størrelse ikke kan være større end 4 gange antallet af det køn, der er færrest af som forældre. Hvis der f.eks. er 10 hanner og 1000000 hunner, så fås:
{\displaystyle N_{e}={\frac {4x10x1000000}{10+1000000}}={\frac {40000000}{1000010}}\approx 40}.
Dette er en den væsentligste årsag til, at populationer, der undergår kraftig selektion hovedsageligt blandt hannerne (f.eks. i store husdyr), har meget lave effektive populationsstørrelser på trods af overordentligt store faktiske populationsstørrelser.

### Neog tab af variation
I hver generation tabes en vis andel af den genetiske variation som følge af genetisk drift. Denne andel betegnes ΔF. Det gælder, at {\displaystyle \Delta F={\frac {1}{2N_{e}}}}.
Mængden af drift kan beskrives ved usikkerheden (variansen) af allelfrekvensen p' af en allel i den næste generation givet dens allelfrekvens p i den aktuelle generation V(p'|p). I en ideel population finder man at allelfrekvensen i den næsten generation vil følge en binomialfordeling. Variansen bliver derfor:
{\displaystyle V(p'|p)={\frac {p(1-p)}{2N_{e}}}}.
Allelfrekvensforandringerne fra generation til generation bliver derfor små, hvis p er tæt på 0 eller 1. Forandringerne kan blive meget små (dvs. den genetisk drift bliver meget langsom), hvis Ne bliver stor. Jo større variansen er, jo hurtigere tabes genetisk variation.

## Wrights F-statistik
Genetikeren Sewall Wright (1889 -1988 ) introducerede i 1931 Fst-målet for at kvantificere tabet af genetisk variation som følge af genetisk drift. Hvis man betragter en enkelt population over tid, er Fst til tiden t, Fst(t) den del af den genetiske variation i den oprindelige population (tiden 0), som er gået tabt til tiden t. Hvis den effektive populationsstørrelse er konstant over tid, så finder man, at:
{\displaystyle 1-F_{st}^{(t)}=(1-F_{st}^{(0)})(1-{\frac {1}{2N_{e}}})^{t}}.
Hvis man venter længe nok, så vil Fst(t) nærme sig 1.
Alternativt kan man betragte et stort antal delpopulationer, som er udskilt fra en fælles, stor population. Så bliver Fst(t) den del af den variation, som fandtes i den oprindelige, store population, som nu er blevet til variation mellem populationer. Hver af de små delpopulationer vil efter tilstrækkeligt lang tid kun have en allel tilbage - nogle den ene allele, nogle en anden. Al den variation, som oprindeligt fandtes i den store fællespopulation vil derfor være forvandlet til variation mellem populationer. Genetisk drift gør derfor, at populationer bliver genetisk forskellige over tid - også i fravær af selektion i forskellige retninger.
I praksis vil der langfristet blive en ligevægt mellem på den ene side nye varianter, som opstår som følge af mutation, og tab af varianter som følge af genetisk drift.

## Konsekvenser af tab af genetisk variation
Tab af genetisk variation er skadeligt for både naturlige populationer og populationer af husdyr eller -planter:
- Reduceret genetisk variation betyder nedsat tilpasningsevne til fremtidige forandringer eller nedsat fremtidig genetisk fremgang i avlsprogrammer.
- Indavlsdepression.
- Øget risiko for udbredelsen af recessive genetiske sygdomme.

I avlsprogrammer er genetisk drift forbundet med uforudsigelighed af resultatet af avlsprogrammet.
Stærk forøget risiko for CTD i den færøske befolkning
Øget hyppighed af ”et sygdomsgen” i en begrænset population, som f.eks. CTD (Carnitin Transporter Defekt) på Færøerne, kan have sin rod i, at når en ny befolkning bliver grundlagt af et mindre antal individer fra en større befolkning, vil den sandsynligvis ikke have været et repræsentativt udsnit af den store befolkning – det kaldes Founder-effekten (grundlægger-effekten).

## Neutral evolution
En langfristet konsekvens af genetisk drift er neutral evolution. I tresserne observerede flere forskere, at der på DNA-niveau var langt mere variation, end man kunne forklare ved hjælp af naturlig selektion. Forklaringen viste sig at være, at en stor del af variationen på DNA-niveau var selektivt neutral, dvs., at den kun havde en meget, meget lille eller slet ingen effekt på individernes fitness. I stedet styres udviklingen af en stor del af genomet af fremkomsten af nye mutationer, hvis efterfølgende skæbne bestemmes ved tilfældig genetisk drift.

### Det molekylære ur
En konsekvens af den neutrale evolution er det molekylære ur. Når mutationer i et givent stykke DNA sker med en konstant rate, så vil denne rate i sidste ende bestemme, hvor hurtigt DNA-stykket udvikler sig over tid. Det gør, at man ved en kendt mutationsrate kan datere den tidsmæssige afstand mellem DNA-sekvenser fra forskellige organismer ved at se på, hvor forskellige sekvenserne er. Dette danner grundlag for mange former for datering af evolutionære begivenheder, når man rekonstruerer slægtskaber mellem arter eller populationer på grundlag af DNA-sekvenser.

## Eksterne links
1. ↑  Inførmation om CTD

- tab-og-vind/genetisk-drift/
- variation/tab-og-vind/
- færinger-testes-genetisk-defekt